# Giuseppe Aiello
Giuseppe Aiello, auch Joe(y) Aiello (* 27. September 1890 in Castellammare del Golfo, Sizilien; † 23. Oktober 1930 in Chicago), war ein italo-amerikanischer Mobster in Chicago und Präsident der Unione Siciliana.

## Leben
Als einer von neun Brüdern geboren, emigrierte Aiello im Juli 1907 in die Vereinigten Staaten, wo bereits zahlreiche Mitglieder seiner Familie – insbesondere sein Bruder Andrea Aiello und noch zahlreiche Cousins – eingetroffen waren.
Angehörige der Familie eröffneten bald eine Reihe von Geschäften in New York City und Chicago, wobei in erster Linie Produkte wie Olivenöl, Käse und Zucker importiert wurden, was sie zu einer Familie von sogenannten Mustache Petes machte. Es war wohl der Zuckerimport, der die Familie mit dem Organisierten Verbrechen in Kontakt brachte, denn mit der Alkoholprohibition ab 1920 benötigten die illegalen Brennereien Zucker, um ihren billigen Fusel herstellen zu können. Der Aiello-Clan belieferte bald insbesondere die Genna-Familie in Chicago.
Das erwirtschaftete Geld floss dann auch in legale Geschäfte wie Bäckereien und Bekleidungsgeschäfte. Aiello selbst war mittlerweile als Partner in das von dem Mafioso Antonio Lombardo betriebene Importgeschäft für Käse eingetreten. Als Mike Merlo am 8. November 1924 an Krebs starb, wurde die Position des Präsidenten der Unione Siciliana vakant, die in den Kreisen der La Cosa Nostra besonders begehrt war. Aiello wurde in die nun ausbrechenden Streitigkeiten um die Führung der Unione verstrickt.
Diese ursprünglich 1890 als reiner Interessen- und Hilfsverein für Sizilianer gegründete Organisation wurde mittlerweile von der Mafia beherrscht. Menschen wurden zur Mitgliedschaft gezwungen und die so genannten Mitgliedsbeiträge wurden notfalls mit Gewalt eingetrieben. Dadurch war die Präsidentschaft über diese Organisation von strategischer Bedeutung für die Vormachtstellung innerhalb der damaligen mafiösen Strukturen in den Vereinigten Staaten.
Al Capone, der großen Einfluss auf Merlo gehabt hatte, büßte nun durch dessen Tod die Kontrolle über diese Position ein. Da er als Nicht-Sizilianer der Unione nicht angehören konnte, favorisierte er den gleichfalls von ihm beeinflussten Lombardo als Nachfolger. Diese Pläne wurden aber von Angelo Genna durchkreuzt, der quasi im Handstreich die Nachfolge Merlos antrat. Deshalb wird bis heute spekuliert, ob dies das entscheidende Motiv für Gennas Ermordung durch Gefolgsleute Capones am 25. Mai 1925 war und nicht etwa die bestehenden Rivalitäten mit der North Side Gang. Nachdem auch noch Samuzzo „Samuel“ Amatuna, der dem Genna-Clan zuzurechnen und Gennas Nachfolger als Präsident gewesen war, aus dem Weg geräumt wurde, konnte schließlich Lombardo Präsident der Unione Siciliana werden. Einer seiner Errungenschaften war dann die Öffnung für Nicht-Sizilianer und damit auch für Al Capone.

### Beginn des Konflikts mit Capone
Ob Aiello schon zu dieser Zeit ein Auge auf die Position des Präsidenten geworfen hatte, bleibt Spekulation; aber sein finanzieller Ehrgeiz war gestiegen und er strebte offenbar eine Ausweitung seiner Kontrolle über das gemeinsame Importgeschäft Antonio Lombardo & Co an. Jedenfalls kam es zu einer Reihe von Querelen zwischen ihm und Lombardo, was ihm auch die Gegnerschaft des hinter Lombardo stehenden Capone eintrug.
Diese Gegnerschaft wurde dann durch einige Mordversuche offenkundig und mündete in ein 35.000-US-Dollar-Angebot Aiellos an den Chef des Stammlokals von Capone, des Bella Napoli Café, welches Joe Esposito gehörte, Capones Suppe zu vergiften. Das Vorhaben wurde jedoch an Capone verraten, welcher weitere Versuche befürchten musste.
Im Laufe des Jahres 1927 begann Aiello eine ganze Reihe von Killern aus den gesamten USA damit zu beauftragen, Capone und Lombardo zu ermorden. Durch Chicago begann sich eine Blutspur zu ziehen, da viele dieser angeheuerten Mörder scheiterten und ihrerseits Opfer von Al Capones Leuten wurden:
- 25. Mai 1927: Tony Torchio
- 1. Juni 1927: Lawrence LaPresta
- 29.–30. Juni 1927: Diego Attlomionte, Numio Jamerrico und Lorenzo Alagna
- 11. Juli 1927: Giovanni Blandini
- 17. Juli 1927: Dominic Cinderello
- 24. September 1927: Sam Valente aus Cleveland

Die Polizei ignorierte diese Serie nicht und ihr wurden weitere Kontaktaufnahmen Aiellos zu Berufskillern bekannt, so etwa die zu Angelo La Mantio aus Milwaukee. Um die Serie zu beenden, wurde die Festnahme von Aiello angeordnet.
Als Capone von der Verhaftung hörte, versuchte er die Situation zu nutzen und postierte zahlreiche seiner Leute vor dem Polizeigebäude, die Aiello nach der zu erwartenden Freilassung erschießen sollten. Dieser Aufmarsch war offenbar so auffällig, dass drei seiner Leute direkt vor dem Polizeigebäude verhaftet wurden. Darunter befand sich auch Louis Campagna, der, in einer Nebenzelle von Aiello eingesperrt, diesem sein kommendes tödliches Schicksal androhte.
Aiello verließ deshalb unter Polizeischutz das Gebäude und er und einige seiner Brüder setzten sich sicherheitshalber zunächst nach New Jersey ab. Um gegen Capone bestehen zu können, verbündete sich Aiello nun mit der North Side Gang unter der Führung von Bugs Moran. Dessen beiden Auftragsmördern („hitmen“), den Brüdern Frank und Peter Gusenberg, fiel es nunmehr zu, Lombardo zu töten, was ihnen am 7. September 1927 in der Chicago Street auch gelang. Die Gegenseite blieb nichts schuldig und am 10. November 1927 wurden Aiellos Brüder Robert und Frank in Springfield (Illinois) ermordet.
Angesichts des Todes von Lombardo wollte Aiello nun selbst Präsident der Unione Siciliana werden und lud zu einem Mafia-Treffen in das Statler Hotel in Cleveland ein, um seinen Anspruch auf das Amt zu diskutieren. Die Polizei erhielt allerdings einen Tipp und verhaftete 23 Mitglieder des Treffens; darunter auch Joe Profaci und Joseph Magliocco von der New Yorker Mafia.

### Mord an Lolordo
Als nun die Gusenberg-Brüder am 8. Januar 1929 auch noch Lombardos Bruder und Nachfolger Pasqualino Lolordo töteten, muss sich Capone wohl zu den drastischen Maßnahmen entschlossen haben, die in das sogenannte Valentinstag-Massaker vom 14. Februar 1929 mündeten, welches das Ende der North Side Gang einleitete und bei dem u. a. die Gusenberg-Brüder ums Leben kamen. Die Schwächung der North Side Gang vergrößerte jedoch auch Aiellos Einfluss, der sich nun daran machte, auch im Lager von Capone Verbündete zu gewinnen. So versuchte er offenbar, Albert Anselmi und John Scalise, die Capone der Genna-Familie abgeworben hatte, für sich zu gewinnen. Auch den neuen Chef der Unione, Joseph „Hop Toad“ Giunta, versuchte Aiello von der Notwendigkeit der Beseitigung Al Capones zu überzeugen.
Bis heute ist unklar, ob sich die drei wirklich von Aiello haben überzeugen lassen; jedenfalls erhielt Capone Kenntnis von dem Kontakt und ging dann offenbar kein Risiko mehr ein. Ob er allerdings wirklich am 7. Mai 1929 selbst Hand mithilfe eines Baseballschlägers angelegt hat, wie es zahlreiche Mafia-Filme zeigen, wird heute eher bezweifelt und gilt als eine von zahlreichen unausrottbaren Legenden rund um die La Cosa Nostra. Jedenfalls wurden die übel zugerichteten Leichen der drei möglichen Überläufer am 8. Mai 1929 aufgefunden.
Trotzdem gelang es Aiello dann, sich auf einem Treffen in Atlanta zum Präsidenten der Unione Siciliana wählen zu lassen. Dass er sein Amt auch antreten und ausüben konnte, hatte er dabei sicherlich auch der einjährigen Gefängnisstrafe von Al Capone zu verdanken, die dieser wegen Tragens einer verborgenen Waffe absitzen musste. Die Haft begann am 16. Mai 1929 und endete wegen guter Führung vorzeitig am 17. März 1930.
Am 24. April 1930 veröffentlichte die Chicago Crime Commission eine Liste mit 28 „öffentlichen Feinden“ Chicagos, die von Al Capone angeführt und auf der Aiello an 13. Stelle geführt wurde.

### Das Ende
Kaum in Freiheit, organisierte Capone die Beseitigung einiger Aiello-Leute, so u. a. die von Peter „Ashcan“ Inserio und Aiellos Leibwächter Jack Costa. Aiello soll sich dann im Haus des Schatzmeisters der Unione, Pasquale „Presto“ Prestogiacomo, in der 205 Kolmar Avenue versteckt gehalten haben. Als er dieses am 23. Oktober 1930 verließ, um nach Mexiko zu fliehen, wurde er durch die Garbe einer Thompson-Maschinenpistole niedergestreckt, welche aus einem Fenster des zweiten Stocks im Block gegenüber abgefeuert wurde. Aiello fiel die Eingangstreppe hinunter und taumelte um die Häuserecke, geriet nun aber in das Schussfeld eines weiteren Schützen, der im dritten Stock eines Hauses postiert war und ihn endgültig niederstreckte.
Der von insgesamt 59 Projektilen getroffene Aiello wurde zwar noch in das Garfield Park Hospital gebracht, seine Verletzungen waren jedoch so schwer, dass jede Hilfe zu spät kam. Er wurde zunächst auf dem Mount Carmel-Friedhof neben seinem alten Geschäftspartner Lombardo beerdigt, aber später offenbar umgesetzt. Sein Grab befindet sich nun auf dem Friedhof von Riverside in Rochester.